# 维莱尔曼
维莱尔曼（法語：Villermain，法語發音：[vilɛʁmɛ̃]）是法国卢瓦-谢尔省的一个市镇，属于布卢瓦区。

## 地理
维莱尔曼（47°51'44"N, 1°31'47"E）面积28.75 平方千米，位于法国中央-卢瓦尔河谷大区卢瓦-谢尔省，该省份为法国中北部省份，北起厄尔-卢瓦省，东北接卢瓦雷省，东南接谢尔省，南至安德尔省，西南接安德尔-卢瓦尔省，西北接萨尔特省。
与维莱尔曼接壤的市镇（或旧市镇、城区）包括：巴孔、克拉旺、洛尔日、博斯拉罗迈讷、圣洛朗德布瓦。
维莱尔曼的时区为UTC+01:00、UTC+02:00（夏令时）。

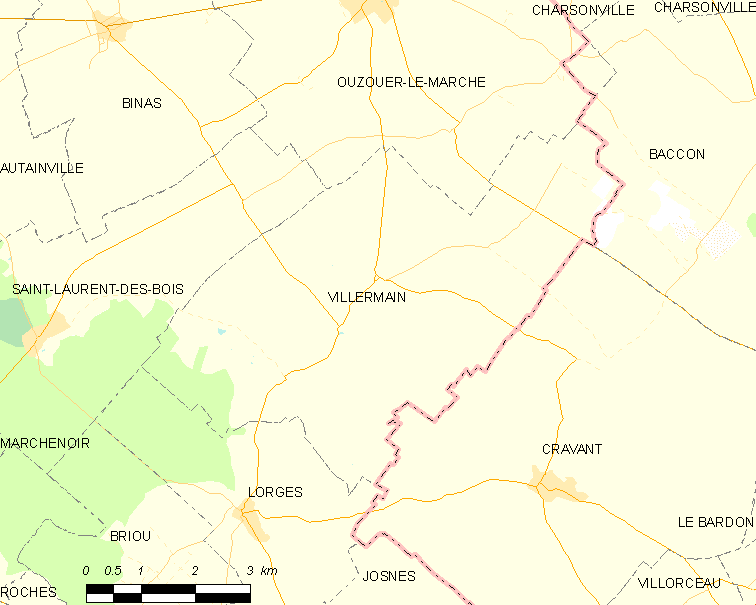
维莱尔曼的OSM定位图

## 行政
维莱尔曼的邮政编码为41240，INSEE市镇编码为41289。

## 政治
维莱尔曼所属的省级选区为拉博斯县。

## 人口

1962-2008年间维莱尔曼人口变化图示

维莱尔曼于2022年1月1日时的人口数量为388人。